# Maria Jesús Bolta
Maria Jesús Bolta (Meliana, 28 de octubre de 1958) es una escritora, profesora y traductora española al valenciano.

## Biografía
Nació en Meliana, en la comarca valenciana de la Horta Nord. Con apenas unas pocas semanas, sus padres y hermanas emigraron a las cercanías de París, Francia. Volvió a Valencia para cursar los estudios universitarios, graduándose en Filología Románica en 1982. Después de aprobar las oposiciones empezó a ejercer como profesora de lengua y literatura valencianas en diverso centros de Educación Secundaria. Colabora en el periódico Levante-EMV.  Está casada y tiene una hija.

## Obras y premios
Ha ganado numerosos premios literarios, tales como el Samaruc en dos ocasiones (Les mans d'Amiel, 1993 i Vull jugar, 1997), el Vila de l'Eliana (Pell-roja, rostre pàl.lid, 1994), el Vaixell de Vapor (Vull jugar, 1995), el Vicent Silvestre (Qui t’ha dit que el món era blanc?, 1998), el Folch i Torres (Animals! , 2001), el Carmesina de la Safor (El cel és blau, 2019) i el Premi de la Crítica dels Escriptors Valencians (2020). Sus obras pertenecen en su mayoría a la literatura infantil y juvenil y han sido publicadas en diversas editoriales de renombre.
De entre sus obras, destacan las siguientes:
- El sol sense son (Gregal-Consorci d'Editors Valencians, 1987; Camacuc, 1993)
- La cova dels estels (Camacuc, 1990)
- La bruixa Merenga (Camacuc, 1990); Edicions Bromera, 2008)
- Xipi al país dels colors (Institut Municipal de Cultura de Meliana, 1990)
- La lluna m'ha parlat de tu (Camacuc, 1992)
- Les mans d'Amiel (Tàndem Edicions, 1992)
- Pell-roja, rostre pàl·lid (Edicions Bromera, 1995)
- Vull jugar (Editorial Cruïlla, 1996)
- El meu regne per un llit (Edebé, 1998)
- Qui t'ha dit que el món era blanc? (Edicions Bromera, 1999)
- Mira quina estrella! (Edicions Bromera, 2001)
- Una casa amb molts amics (Fundació Bromera per al Foment de la Lectura, 2006)
- Animals! (Editorial La Galera, 2012); (Edicions Bromera, 2012)
- Paraules dolces (Fundació Bromera per al Foment de la Lectura, 2013)
- A l'altra banda de les muntanyes (Edicions del Bullent, 2013)
- Adéu, família (Andana Editorial, 2013)
- El riu dels amants (Fundació Bromera per al Foment de la Lectura, 2014)
- Tu eres la reina (Fundació Bromera per al Foment de la Lectura, 2015)
- En quin planeta vius? (Edicions Voramar, 2017)
- La vida improbable de Joan Fuster (Edicions Tres i Quatre, 2017)
- El cel és blau (Tàndem Edicions, 2017)
- La memòria de les pedres: el teatre romà de Sagunt (Fundació Bromera per al Foment de la Lectura, 2019)
- La lluna m'ha parlat de tu (Edicions Bromera, 2021)
- El bàlsam (Fundació Bromera per al Foment de la Lectura, 2023)